# (5993) Tammydickinson
(5993) Tammydickinson (1981 EU22) – planetoida z pasa głównego asteroid okrążająca Słońce w ciągu 3,21 lat w średniej odległości 2,18 j.a. Odkryta 2 marca 1981 roku.